# La Mira (bergstopp)
La Mira är en bergstopp i Spanien.   Den ligger i provinsen Provincia de Ávila och regionen Kastilien och Leon, i den centrala delen av landet, 130 km väster om huvudstaden Madrid. Toppen på La Mira är 2 343 meter över havet, eller 334 meter över den omgivande terrängen. Bredden vid basen är 6,5 km.
Terrängen runt La Mira är kuperad åt nordväst, men åt sydost är den bergig.Runt La Mira är det glesbefolkat, med 16 invånare per kvadratkilometer. Närmaste större samhälle är Arenas de San Pedro, 9,8 km sydost om La Mira. Trakten runt La Mira består i huvudsak av gräsmarker.